# Hisayasu Satō
Hisayasu Satō (Shizuoka, 15 agosto 1959) è un regista giapponese.
Esponente di spicco del cinema Pinku Eiga, è considerato tra i più importanti registi del genere, tanto da essere stato soprannominato, insieme a Takahisa Zeze, Kazuhiro Sano e Toshiki Satô, Shintenno pinku (I quattro re celesti del rosa).

## Biografia
Dopo essersi laureato presso L'Istituto delle Arti Industriali di Tokyo, Sato prova, senza successo, ad entrare in alcune Major cinematografiche come la Nikkatsu e la Toho. In seguito all'incontro con un amico, gli viene proposto di lavorare per 3 anni come aiuto regista in una casa di produzione di film erotici. Dopo 3 anni di apprendistato, tra gli altri collabora col regista Yōjirō Takita, gira il suo film d'esordio Gekiai! Rorîta mitsuryô . Autore molto prolifico, a partire dal 1985, Sato ha girato circa 60 film, quasi tutti all'interno del circuito erotico. Sebbene costretto a rispettare determinate regole, riguardanti soprattutto la durata del film (di circa 60 minuti), il numero di scene erotiche e il budget (mai superiori ai 3 milioni di yen), Sato è riuscito a creare una sua particolare poetica, andando oltre il cinema di genere a cui è stato costretto a lavorare.
Fece molto discutere la sua scelta di far recitare nel film The Bedroom (1992) Issei Sagawa, un criminale che 11 anni prima, a Parigi, aveva ucciso, mutilato e mangiato una studentessa olandese.

## Stile e tematiche
Definito come regista radicale, Sato affronta con le sue pellicole temi dolorosi e disturbanti quali alienazione sociale, fanatismo, voyeurismo, suicidio, la contaminazione tra realtà e virtualità. I protagonisti dei suoi film non sono mai personaggi positivi, ma sono spesso persone afflitte da problemi mentali, emarginati, maniaci, feticisti, ninfomani. Sato è stato definito un distruttore di storie più che un creatore, in quanto molte sue pellicole non hanno un finale, o una catarsi, spesso appaiono incomprensibili per le frequenti sconnessioni temporali, i personaggi principali affrontano quasi sempre un percorso che li condurrà verso l'autodistruzione. Il sesso è un altro componente fondamentale del suo cinema, rappresentato in maniera meccanica e ripetitiva e inteso come valvola di sfogo per le turbe dei suoi protagonisti o come mezzo per colmare il vuoto esistenziale.

## Filmografia parziale
Molti dei suo film sono stati distribuiti all'estero con almeno due titoli.
- Gimme Shelter  (1986)
- Lolita Vibrator Torture (1987)
- Bôkô honban  (1987)
- Survey Map of a Paradise Lost (1988)
- Muscle (1989)
- Pervert Ward (1989)
- Love Obsession (1989)
- The Bedroom (1992)
- Love - Zero = Infinity (1994)
- Rafureshia (1995)
- Naked Blood (1995)
- Atsui toiki (1998)
- Shisei (2006)
- Love & Loathing & Lulu & Ayano (2010)
- Hanadama  (2014)